# 白眶几维
，是鹬鸵目鹬鸵科的一种鸟类，栖息在密集的高大的树木组成的森林中。白眶几维体重1924克，翼长0.1毫米，嘴峰长157毫米，喙宽度4.7毫米，喙厚度5.3毫米，跗蹠长84毫米，尾长0.1毫米。白眶几维在其分布区内为留鸟，其食性为肉食性，主要食物来源是陆生无脊椎动物。分布于奥卡里托森林（新西兰南岛西海岸）。